# Kentucky Indy 300
Kentucky Indy 300 (no Brasil: Grande Prêmio de Kentucky) foi uma das etapas da IRL, disputado entre 2000 e 2011. Era disputado no autódromo Kentucky Speedway, em Sparta, Kentucky, Estados Unidos.

## Vencedores
| Ano                | Data               | Vencedor           | Chassi             | Motor              |
| Indy Racing League | Indy Racing League | Indy Racing League | Indy Racing League | Indy Racing League |
| ------------------ | ------------------ | ------------------ | ------------------ | ------------------ |
| 2000               | 27 de agosto       | Buddy Lazier       | Dallara            | Oldsmobile         |
| 2001               | 12 de agosto       | Buddy Lazier       | Dallara            | Oldsmobile         |
| 2002               | 11 de Agosto       | Felipe Giaffone    | G-Force            | Chevrolet          |
| 2003               | 17 de agosto       | Sam Hornish, Jr.   | Dallara            | Chevrolet          |
| 2004               | 15 de agosto       | Adrian Fernandez   | G-Force            | Honda              |
| 2005               | 14 de agosto       | Scott Sharp        | Panoz              | Honda              |
| 2006               | 13 de agosto       | Sam Hornish, Jr.   | Dallara            | Honda              |
| 2007               | 11 de agosto       | Tony Kanaan        | Dallara            | Honda              |
| 2008               | 9 de agosto        | Scott Dixon        | Dallara            | Honda              |
| 2009               | 1 de agosto        | Ryan Briscoe       | Dallara            | Honda              |
| 2010               | 4 de setembro      | Hélio Castroneves  | Dallara            | Honda              |
| 2011               | 2 de outubro       | Ed Carpenter       | Dallara            | Honda              |

## Outros nomes
- 2000-2004: Belterra Casino Indy 300
- 2005: AMBER Alert Portal Indy 300
- 2006: Meijer Indy 300 presented by Coca-Cola and Secret